# Jeanne de Sarrebruck-Commercy
Jeanne de Sarrebruck-Commercy, (vers 1330 - octobre 1381), fille de Jean IV de Sarrebruck-Commercy et de Gillette de Bar, elle est dame de Commercy-Château-Bas pendant peu de temps car elle décède la même année que son père.
Elle épouse en 1353 Jean Ier de Nassau-Weilburg, (1309 - 1371), de qui elle a : 
- Jeanne (1350/62 - 1er janvier 1383), elle épouse en 1377 le landgrave Hermann II de Hesse (1340 - 10 juin 1413),
- Jean de Nassau-Weilburg (? - 6 octobre 1365),
- Jeannette de Nassau-Weilburg (? - 6 octobre 1375),
- Philippe Ier de Nassau-Weilburg,
- Agnès de Nassau-Weilburg, (? - 1401), en 1382 elle épouse le comte palatin Simon III des Deux-Ponts-Bitsch (? - 1401),
- Schonette de Nassau-Weilburg, (? - 25 avril 1436), en 1384 elle épouse Henri X von Homburg (? - novembre 1409), veuve elle épouse en 1414 le duc Othon de Brunswick-Osterode (? - 1452),
- Marguerite de Nassau-Weilburg (1371 - 22 janvier 1427), le 25 mars 1393 elle épouse le comte palatin de Veldenz Frédéric III (1370 - 1444).

Avec ce mariage s'installent à Commercy des gentilshommes, chevaliers ou écuyers, venant d'Allemagne et qu'il fallait pourvoir en fiefs simples, c'est-à-dire sans châteaux, ils prirent donc possessions des villages proches. Un de ces fiefs, dit des Allemands, était constitué d'un manoir situé au centre de la ville près de l'église et était à l'origine une des granges du château ; l'écuyer qui l'occupa était un seigneur de Waldecker, de là vint le nom de fief de Waldeck.

## Sources
- Charles Emmanuel Dumont, Histoire de la ville et des seigneurs de Commercy, Volume 1, N. Rolin, 1843 (lire en ligne), p. 157 à 161

- Geneall, Johanna von Sarrebrucken
- Fabpedigree, Jeanne de Sarrebruck
- Roglo, Johanna de Sarrebruck